# Sulfoxyde
Ne doit pas être confondu avec Oxysulfure.

Géométrie tétraédrique du groupe sulfoxyde.

Un sulfoxyde est un composé organique contenant un groupe fonctionnel sulfinyle lié à deux atomes de carbone. Les sulfoxydes peuvent être considérés comme des thioéthers oxydés, ou encore l'équivalent organique des thionyle en chimie minérale. Un exemple de sulfoxyde présent dans la nature est l'alliine qui est un constituant de l'ail.

Structure de l'alliine, un sulfoxyde naturel.

## Nature de la liaison
Les sulfoxydes sont généralement représentés par la formule R-S(=O)-R', où R et R' sont des groupes organiques. La liaison entre le soufre et l'oxygène diffère de la double liaison traditionnelle, par exemple celle entre le carbone et l'oxygène dans une cétone. Les électrons de la liaison π sont fortement délocalisés vers l'oxygène et il en résulte un important moment dipolaire avec la charge négative centrée sur l'oxygène. La liaison est semblable à celle d'un oxyde de phosphine, R3P=O.

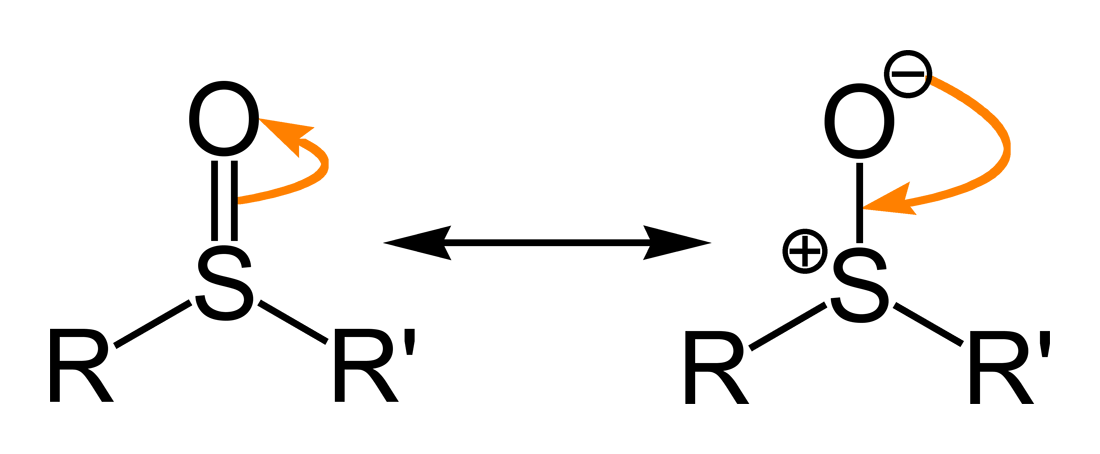
Groupe sulfoxyde.

Un doublet non liant est présent sur l'atome de soufre du sulfoxyde, donnant à ce dernier une géométrie tétraédrique, semblable à celle d'un carbone sp3. Lorsque les résidus organiques R et R' sont différents, l'atome de soufre est un centre stéréogène. L'énergie requise pour inverser ce dernier est suffisamment élevée pour que les sulfoxydes ne racémisent pas à température ambiante. Des sulfoxydes chiraux sont présents dans des médicaments tels que l'oméprazole et l'armodafinil, et ils sont également employés comme auxiliaires chiraux.